# Suba Calle 100 (estación)
La estación sencilla Suba Calle 100, hace parte del sistema de transporte masivo de Bogotá llamado TransMilenio inaugurado en el año 2000.

## Ubicación
La estación está ubicada en el noroccidente de la ciudad, más específicamente en la Avenida Suba entre la calle 97A y la Avenida España. Se accede a ella a través del costado norte.
Atiende la demanda de los barrios La Castellana, Andes Norte, Pasadena y sus alrededores.
En las cercanías están el Centro Comercial Iserra 100, el Club Social Ecopetrol, la sede de IBM Colombia, el supermercado Carulla Pasadena y el gimnasio Bodytech Pasadena.

## Origen del nombre
La estación recibe su nombre por encontrarse justo en la Avenida Suba,  y en cercanía de la Calle 100. También llamada Avenida España, es una de las vías muy importante que conecta la Carrera Séptima con la Carrera 68A, en donde finaliza su trazado y se convierte en la Av.Carrera 68.

## Historia
El 29 de abril de 2006 fue inaugurada la troncal de la Avenida Suba, que hace parte de la fase dos del sistema TransMilenio.
El día 3 de enero de 2015, fue cerrado el vagón 2 de esta estación, para dar nuevas adecuaciones en las infraestructuras para los buses biartículados. Una semana más tarde, la estación fue reabierta.
Debido a la adecuación de las avenidas 68 y Calle 100 al sistema TransMilenio, la estación fue trasladada al costado sur de la intersección de la avenida suba con calle 100, justo al frente del centro comercial Iserra 100.

## Servicios de la estación

### Servicios troncales
| Tipo                                        | Rutas al Norte | Rutas al Sur |
| ------------------------------------------- | -------------- | ------------ |
| Ruta fácil                                  | 7              | 7            |
| Expresos todos los días todo el día         | C25            | L25          |
| Expresos lunes a sábado todo el día         | C19            | F19          |
| Expresos lunes a viernes todo el día        | C17            | H17          |
| Expresos sábados de 5:00 a. m. a 3:00 p. m. | C17            | H17          |

### Esquema
Nota: De momento sólo opera el vagón 1 y los servicios que realizan allí su parada.
| ← Norte   |         |         |
| Calle 100 | C25     | 7C17C19 |
|           | Vagón 2 | Vagón 1 |
| Calle 100 | L25     | 7F19H17 |
| Sur →     |         |         |

### Servicios urbanos
Así mismo funcionan las siguientes rutas urbanas del SITP en los costados externos a la estación, circulando por los carriles de tráfico mixto sobre la Avenida Suba, con posibilidad de trasbordo usando la tarjeta TuLlave:
| Código | Sector                        | Dirección         | Rutas |
| ------ | ----------------------------- | ----------------- | ----- |
| 403A00 | D Centro Comercial Iserra 100 | Av. Suba - CL 98A | 599   |
| 213A03 | D Br. Rionegro                | Av. Suba - CL 98A | 599   |

## Ubicación geográfica
| Noroeste: N Av. Suba | Norte: C Puente Largo      | Nordeste: N Carrera 53           |
| Oeste: Suba          |                            | Este: B Calle 100 - Marketmedios |
| Suroeste: Suba       | Sur: C Av. Suba - Calle 95 | Sureste: Suba                    |